# Condé-lès-Vouziers
Pour les articles homonymes, voir Condé.
Condé-lès-Vouziers est une localité de Vouziers et une ancienne commune française, située dans le département des Ardennes en région Grand Est.
Il fait partie de la commune de Vouziers depuis 1961.

## Géographie
La commune avait une superficie de 5,29 km2

## Histoire
Par arrêté préfectoral du 23 février 1961, la commune de Condé-lès-Vouziers est rattachée, le 1er mars 1961, à la commune de Vouziers.

## Administration
| Période                                  | Période | Identité | Étiquette | Qualité |
| ---------------------------------------- | ------- | -------- | --------- | ------- |
| Les données manquantes sont à compléter. |         |          |           |         |
|                                          |         |          |           |         |

## Démographie
| 1793 | 1800 | 1806 | 1821 | 1831 | 1836 | 1841 | 1846 | 1851 |
| ---- | ---- | ---- | ---- | ---- | ---- | ---- | ---- | ---- |
| 286  | 253  | 281  | 282  | 316  | 312  | 363  | 378  | 388  |

| 1856 | 1861 | 1866 | 1872 | 1876 | 1881 | 1886 | 1891  | 1896  |
| ---- | ---- | ---- | ---- | ---- | ---- | ---- | ----- | ----- |
| lac. | lac. | 357  | 364  | 391  | 371  | 421  | 1 204 | 1 148 |

| 1901  | 1906  | 1911  | 1921 | 1926 | 1931 | 1936 | 1946 | 1954 |
| ----- | ----- | ----- | ---- | ---- | ---- | ---- | ---- | ---- |
| 1 136 | 1 023 | 1 052 | 444  | 347  | 331  | 748  | 528  | 675  |

Histogramme

(élaboration graphique par Wikipédia)

## Lieux et monuments
- Église Saint-Rémi.

## Personnalités liées à la commune
- Le coureur cycliste Jean Robic (1921-1980), qui y naquit.